# بيتي كومبسون
بيتي كومبسون (بالإنجليزية: Betty Compson)‏  (و. 1897 – 1974 م) هي ممثلة مسرحية، وممثلة أفلام أمريكية، ولدت في بيفر، تستخدم آلات كمان، توفيت في غلينديل، كاليفورنيا، عن عمر يناهز 77 عاماً، بسبب نوبة قلبية.

## وصلات خارجية
- بيتي كومبسون على موقع IMDb (الإنجليزية)
- بيتي كومبسون على موقع روتن توميتوز (الإنجليزية)
- بيتي كومبسون على موقع ألو سيني (الفرنسية)
- بيتي كومبسون على موقع أول موفي (الإنجليزية)
- بيتي كومبسون على موقع قاعدة بيانات الأفلام السويدية (السويدية)
- بيتي كومبسون على موقع قاعدة بيانات الفيلم (الإنجليزية)
- بيتي كومبسون على موقع كينوبويسك (الروسية)